# 442

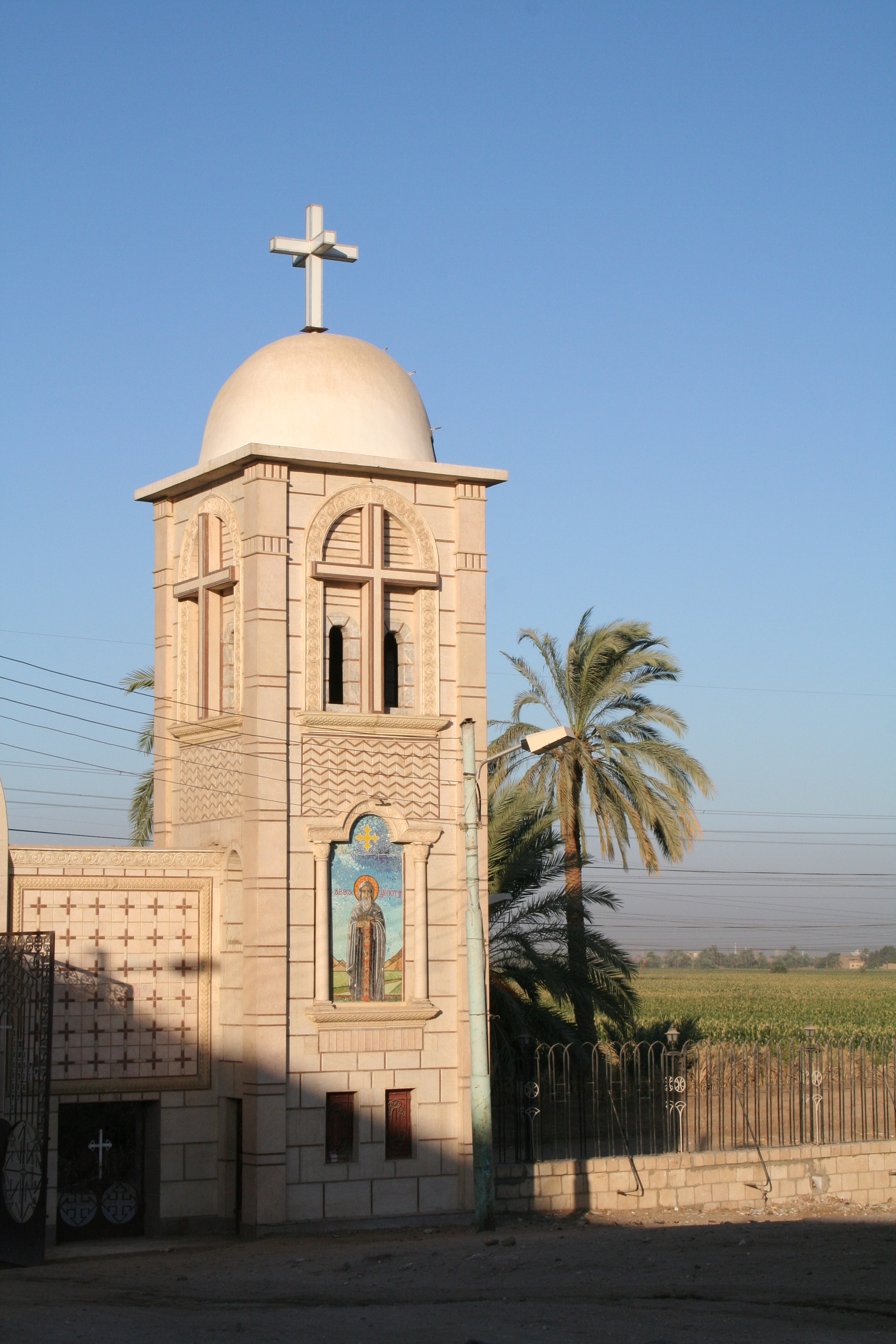
Het Witte Klooster (Egypte)

Het jaar 442 is het 42e jaar in de 5e eeuw volgens de christelijke jaartelling.

## Gebeurtenissen

### Europa
- Flavius Aëtius, Romeins generaal (magister militum), geeft de Alanen toestemming om zich als foederati (bondgenoten) te vestigen rond Orléans (Gallië). Zij krijgen de taak om de Bagaudae (bende plunderaars) te onderdrukken.

### Afrika
- Keizer Valentinianus III sluit een vredesverdrag met Geiserik en wordt als soeverein vorst erkend van het Vandaalse Rijk. Vanuit Carthago worden de handelsbetrekkingen met Rome hervat, Sicilië en Mauretania worden teruggegeven.

### Balkan
- Atilla de Hun voert een plunderveldtocht langs de Morava (zijrivier van de Donau) en verwoest de stad Naissus (huidige Servië). In Rome besluit de Senaat hem een jaarlijkse schatting van 700 pond (goud) te geven.

## Vroegchristelijke bouwkunst
- Stichting van het Witte Klooster in de omgeving van Suhaj (Egypte).

## Geboren
- Isidorus van Milete, Grieks architect en wetenschapper (overleden 537)